# Trigonaspis synaspis
Trigonaspis synaspis är en stekelart som först beskrevs av Hartig 1841.  Trigonaspis synaspis ingår i släktet Trigonaspis, och familjen gallsteklar. Arten är reproducerande i Sverige.